# Parabathyscia obruta
Parabathyscia obruta es una especie de escarabajo del género Parabathyscia, familia Leiodidae. Fue descrita por primera vez por Zoia en 1986.

## Distribución
Se encuentra en Italia.